# Jan Carlstedt
Jan Axel Carlstedt, född 15 juni 1926 i Orsa, död 14 mars 2004 i Engelbrekts församling i Stockholm, var en svensk tonsättare.
Carlstedt tog studentexamen i Uppsala 1946 och studerade komposition för Lars-Erik Larsson vid Musikhögskolan i Stockholm 1948–1952 samt Royal College of Music i London 1952–1953 och i Rom 1953–1954. Han studerade även i Spanien och Tjeckoslovakien. Carlstedt var en av de framträdande [källa behövs] svenska modernisterna. Hans musikskapande präglas bland annat av folkmusikliska influenser och spelmanstraditioner, liksom intryck från Ryssland och tonsättare som Benjamin Britten. Han skrev bland annat mycket körmusik, kammarmusik, ett par symfonier och baletten Singoalla. 
Han var initiativtagare till kammarmusikföreningen Samtida Musik, som bildades år 1960, och han var dess ordförande 1960–1988. Han var också i övrigt aktiv i flera av den svenska musikvärldens organisationer, såsom styrelseledamot i Föreningen svenska tonsättare 1961–1963 och STIM från 1970 samt i Musikaliska konstföreningen. År 1974 blev han invald som ledamot i Kungliga Musikaliska Akademien.  1963–1965 verkade han även inom Rikskonserters försöksverksamhet (“Musik för Ungdom“).
Carlstedt är begravd på Norra begravningsplatsen utanför Stockholm.

## Ledamotskap, priser och utmärkelser
- 1974 – Ledamot nr 785 av Kungliga Musikaliska Akademien
- 1975 – Hugo Alfvénpriset
- 1980 – Atterbergpriset
- 1981 – Stora Christ Johnson-priset för Symfoni nr 2
- 1988 – Litteris et Artibus

## Verköversikt

### Stråkar
- Ballata för cello, op. 18 (1960)
- Metamorfoser = Metamorfosi för 2 violiner, op. 38 (1985)
- Nocturnes för 4 violonceller, op. 41 (1983)
- Nocturne no 2 för 4 violonceller, op. 41:2 (2002)
- Sonata per due violini, op. 7a (1956)
- Sonata per violino solo, op. 15 (1959)
- Sonett för stråkkvartett, (2002)
- Stråkkvartett nr 1 (1952/1958)
- Stråkkvartett nr 2, op. 22 (1966)
- Stråkkvartett nr 3, op. 23 (1967)
- [Stråkkvartett nr 4] Quartetto IV, op. 31 (1972)
- Stråkkvartett nr 5, op. 32 (1977)
- [Stråkkvartett nr 6, op. 60] Quartetto VI
- Tomis, metamorfoser för stråkkvartett, op. 65 (2002)
- Trio d'archi för stråktrio, op. 5 (1955)
- Åtta duetter för 2 violiner, op. 10:1 (1957)

### Blåsare
- Quintetto per fiati, kvintett för blåsare, op. 19 (1962)
- Pentastomos för blåsarkvintett, op. 27 (1972–73)
- Sinfonietta för blåsarkvintett (1959)

### Knäppinstrument
- Dos danzas suecas för gitarr (1966)

### Ensemble
- Divertimento för oboe och stråktrio, op. 17 (1962)
- Metamorfoser för flöjt, oboe, violin, viola och cello, op. 30 (1974)

### Orkester
- Intrada, op. 43 (1985)
- Metamorphosi per archi för stråkorkester, op. 42 (1986)
- Singoalla, op. 16, balett (1961)
- Sonata per archi för stråkorkester, op. 7:2 (1956)
- Symfoni nr 1 i e-moll, op. 1 (1954/1960)
- Symfoni nr 2, op. 25 Symfoni av broderskap (1968–69)

### Konserter
- Trittico galante för oboe och stråkorkester (1980)
- Cellokonsert (1970)
- Violinkonsert (1975)

### Röst
- Ballad, op. 45
- Regnvisa

### Kör
- Aftonpsalm från Orsa Finnmark för blandad kör, text av August Berglund
- Angelus för blandad kör (1997)
- Ballad to Stephen Foster, op. 47:2
- Beväringa för manskör, humoresk med text av Gustaf Fröding (2002)
- Botgörarpsalm (Minu pä) för blandad kör, efter Karns Ingeborg
- Brännvinslåtar (Mora)
- Carol för blandad kör
- Five Hymns from Dalecarlia (1959–60)
- Folkvisor från Dalarna för damkör, op. 11 (1958)
  - 1. Lockvisa
  - 2. Dansvisa
  - 3. Vaggvisa
  - 4. Nidvisa
  - 5. Vallvisa
  - 6. Kärleksvisa
  - 7. Klagovisa
  - 8. Tröstevisa
- Gränsmark, fem poem för blandad kör (1999–2000)
- Hear the Voice: Blake Suite för blandad kör, op. 63
  - 3. Love's Secret (2003)
- Hours of Love, 4 kärlekspoem för blandad kör, text av Ena Bernadine Strandmark, op. 37 (1982)
- The Irish Dancer för blandad kör
- Jag famnar dig för blandad kör, text av Elmer Diktonius (1965)
- Jag nu den pärlan funnit har, psalm från Orsa för trestämmig damkör
- Kantat till STORAs 700-årsjubileum för baryton, blandad kör och orkester, op. 44, text av Alf Henrikson (1988)
- Lille Per Stabbe (En lustiger wijsa) för manskör, efter Gössa Anders
- Livets ord, motett för blandad kör, op. 39:1 (1982)
- Den långa sommaren för blandad kör, text av Erik Axel Karlfeldt (2004)
- Madrigal för blandad kör
- [Missa pro defunctis] Lacrimosa
- Morgonpsalm från Orsa för blandad kör, efter Grav Mats mor
- Månkväde, tre dikter för blandad kör, op. 20, text av Edith Södergran (1963)
- Missa in honorem Papae Ioannis Pauli II composita för blandad kör, op. 46 (1988)
- Pastorals för blandad kör, text av Ena Bernadine Strandmark (1990)
- Polska från Orsa för manskör, efter Göss Anders
- Prélude à l'enchantement du printemps, Quatre poèmes för damkör, text av Marc Chesneau (1963)
- Psalmus centesimus för blandad kör, text ur Psaltaren, op. 45 (1987)
- Sonnetter till text av William Shakespeare
  - Sonnet I för blandad kör (1999)
  - Sonnet II för blandad kör (1999)
  - Sonnet IV för blandad kör
  - Sonnet VI för blandad kör (1999)
  - Sonnet XIII för blandad kör (1995)
  - Sonnet XIV för blandad kör (1995)
  - Sonnet XVI för blandad kör (1997)
  - Sonnet XVIII för blandad kör (1996)
  - Sonnet XXI för blandad kör (1996)
  - Sonnet XXX för blandad kör (1997)
  - Sonnet XLIII för blandad kör (1997)
  - Sonnet LV för blandad kör (1998)
  - Sonnet LX för blandad kör (1997)
  - Sonnet LXX för blandad kör (2001)
  - Sonnet LXXV för blandad kör (2001)
  - Sonnet LXXVII för damkör (2001)
  - Sonnet XC för blandad kör (1999)
  - Sonnet XCI för blandad kör (1997)
  - Sonnet CXLVIII för blandad kör
- Spring Song of the Birds för blandad kör
- Svenska folkvisor, op. 11:1
- Te Deum för blandad kör och orkester (1988)
- Two Nocturnes för blandad kör, op. 41 (1982–83)
- Vallåt från Mora för manskör, efter Rull Anna, Vinäs
- Det verk, motett för blandad kör, op. 39:2 (1986)
- Visa från Orsa för blandad kör, melodi efter Gössa Anders (1966)
- Vår bibel, vår bibel för manskör, psalm från Orsa efter Gössa Anders mor
- Våran prost för manskör, text av Gustaf Fröding (1960)